# Nationaal Monument voor de Zeelieden
Het Nationaal Monument voor de Zeelieden is een eerbetoon aan de vissers, scheepsjongens, matrozen en soldaten die hun leven lieten op zee. Het bevindt zich op het Zeeheldenplein in Oostende in België. Het monument is ontworpen naar een idee van Willy Kreitz en opgericht in 1953-1954 op dezelfde plaats als de eerste Oostendse vuurtoren (de Vlaggemast) die toen al lang in onbruik was. Het is beschermd als monument sinds 26 mei 2005 en als bouwkundig erfgoed sinds 5 oktober 2009.  Elk jaar op Paasmaandag brengt de vissersgemeenschap aan dit monument een hulde aan de slachtoffers van de zee.

## Geschiedenis
Tijdens de Tweede Wereldoorlog werden het Zeeheldenplein en de Oostendse vuurtoren vernietigd. Na de oorlog startte de heraanleg van het plein onder leiding van architect-stedenbouwkundige Pierre Agie de Selsaeten. Op de plaats van de vernietigde vuurtoren werd een monument ter ere van de zeelieden voorzien. Er werd een prijskamp uitgeschreven om de 'juiste' beeldhouwer te vinden. De vier zeevaartcategorieën, namelijk visserij, koopvaardij, marine en nationale zeevaart, moesten in het monument gesymboliseerd worden. De opgemaakte maquettes zouden gekeurd worden door het publiek, maar dit vond niet plaats. In een eerste sessie weerhield de jury geen enkel ontwerp. Het was in een tweede ronde dat het ontwerp van de Antwerpse kunstenaar Willy Kreitz in de smaak viel, hoewel het niet aan alle eisen voldeed. De beeldhouwer maakte goed gebruik van de aangewezen locatie en het silhouet van de sokkel deed terugdenken aan de vuurtoren.

## Beschrijving en symboliek
Het gedenkteken is gemaakt van graniet en bestaat uit een hoge sokkel op een basis van vier treden omzoomd met lage arduinen pijlers. Het herdenkingsmonument bestaat uit een zeeman bovenaan die trots, uitdagend, vastberaden en met vertrouwen de zee (de toekomst) tegemoet kijkt. De matroos staat met de armen voor de borst gekruist en naar voor nijgend alsof hij zich schrap zet tegen de wind. Beneden, aan de achterkant van het beeld, rouwt een treurende zeeman om het verlies van zijn makkers. De houding van deze zeeman inspireerde de Oostendenaars om het beeld de bijnaam De Pisser te geven. De beelden van de twee matrozen en hun positionering zorgen voor interactie met de nabijgelegen zee. Eerste meester-chef Duyf, toen een gekend man in het Oostendse Zeemachtmidden, werd gekozen om model te staan voor deze figuur. "AAN ONZE ZEELIEDEN" staat in bronzen letters aan de noordzijde van de sokkel, met daaronder twee gekruiste ankers in brons. Een kruis in reliëf pronkt aan het beeld aan de zuidkant van de sokkel. In het begin flankeerden enkele ontladen zeemijnen het monument, maar deze werden verwijderd in 1960.

## Gebruik
Jaarlijks wordt in Oostende bij het monument een zeewijding georganiseerd. Deze start met een gebedsdienst, waarna de zegen over de zee wordt uitgesproken vanop het dek van een Belgisch marineschip dat dan aangemeerd ligt in de haven.